# Rhododendron naamkwanense
Rhododendron naamkwanense är en ljungväxtart som beskrevs av Elmer Drew Merrill. Rhododendron naamkwanense ingår i släktet rododendron, och familjen ljungväxter. Utöver nominatformen finns också underarten R. n. cryptonerve.